# Detto del gatto lupesco
Il Detto del gatto lupesco è un poemetto di 144 versi ottonari, novenari e decasillabi, in distici a rima baciata, di argomento fantastico, scritto in volgare fiorentino da autore ignoto alla fine del XIII secolo.   

## Contenuti
Il narratore è un enigmatico "gatto lupesco" che cammina per il mondo. S'imbatte dapprima in due cavalieri inglesi di ritorno dall'Etna, dove sono andati in cerca di re Artù, che, secondo una leggenda, si sarebbe ritirato in una reggia sul vulcano, quindi raggiunge un deserto in cui vive un eremita. Questi gli chiede dove sia diretto e il gatto risponde di volersi recare in "Saracinia" per incontrarvi "l'uomo per cui Cristo è atenduto", forse l'Ebreo errante. Accomiatatosi dall'eremita, si perde dapprima fra le tenebre e fa poi ritorno al romitaggio per chiedere la via. L'eremita gli indica una croce a dieci miglia di distanza. Il gatto riprende allora la strada nel "deserto aspro e duro", abitato da diversi animali predatori, reali e fantastici, che riesce a evitare grazie alla sua astuzia. Superato questo ostacolo, il protagonista conclude bruscamente raccontando di essere riuscito a raggiungere la mèta del suo viaggio e a far ritorno sano e salvo a casa sua.